# Basavana Bagevadi
Basavana Bagevadi is een panchayatdorp in het district Bijapur van de Indiase staat Karnataka. 

## Demografie
Volgens de Indiase volkstelling van 2001 wonen er 28.582 mensen in Basavana Bagevadi, waarvan 51% mannelijk en 49% vrouwelijk is. De plaats heeft een alfabetiseringsgraad van 53%. 